# Filtvet fyr
Filtvet fyr ligger i byen Filtvet på Hurumlandet på vestsiden af Oslofjorden ved indløbet til Drøbaksundet.
Den gamle fyrbygning er i træ og tidligere var lygten placeret i gavlen på huset og fyrstationen havde en tågeklokke i et tårn på taget. Fyret blev affolket i 1985 og en fyrlygte placeret foran fyrbygningen har siden den gang erstattet fyrdriften.
Som en gammel og en god repræesentant for de små træfyr har fyret fyrhistorisk værdi og er fredet etter lov om kulturminner. Det oprindelige linse- og klipapparatet er bevaret.

## Eksterne kilder og henvisninger
- Wikimedia Commons har flere filer relateret til Filtvet fyr
- Filtvet fyr på Riksantikvarens hjemmeside kulturminnesok.no
- (Webside ikke længere tilgængelig) Kystverket
- Filtvet fyrstasjon Arkiveret 23. maj 2013 hos  Wayback Machine Norsk Fyrhistorisk Forening
- Filtvet fyrs venner Arkiveret 1. juni 2013 hos  Wayback Machine